# Палац Єлизавети
Палац Єлизавети (рум. Palatul Elisabeta) — королівська резиденція в Бухаресті, розташована на вулиці Бульвар «Король Михай I» у парку короля Михая I.
В даний час будівля використовується як резиденція Румунської королівської родини та Її королівської високості Маргарити, кронпринцеси Румунії, хранительки Румунського престолу.

## Історія
Палац розташований у парку короля Міхая I поблизу Музею румунського села імені Димитрія Густі, неподалік від Літнього театру.
На даху палацу встановлено флагшток. Згідно з королівським протоколом, особистий прапор короля («Королівський прапор») завжди піднято, коли король (рідше — член королівської сім'ї з найвищим рангом у порядку пріоритету) перебуває у палаці. Прапор негайно спускається, коли король залишає резиденцію. Якщо жоден із членів королівської родини не знаходиться у палаці, на щоглі майорить національний прапор Румунії з великим гербом Королівства Румунії в центрі. «Королівський прапор» палацу Єлизавети можна побачити у парку короля Міхая I з містка на Аллее роз поблизу Тріумфальної арки.
Палац був побудований в 1936 році і відкритий 19 грудня 1937 року для принцеси Єлизавети Румунської, колишньої королеви-консорту Греції, доньки румунського короля Фердинанда I та королеви Марії Единбурзької, сестри румунського короля Кароля II. Принцеса, повернувшись до Румунії з Лондона (де жила з чоловіком у вимушеній еміграції через скасування монархії в результаті повстання 11 вересня 1922 року) після розлучення з грецьким королем Георгом II, на кілька років поселяється в замку Пелеш, потім у замку Банлок до того часу, поки палац добудовувався. Роздратована присутністю при дворі Елены Лупеску, коханки свого брата, короля Кароля II, та не бажаючи засмучувати його з цього приводу, принцеса, проживши у палаці незначний час, переїхала назад у замок Банлок.
Після бомбардувань Королівського палацу, розташованого на проспекті Перемоги, наступного дня після перевороту 23 серпня 1944 року, король Міхай I попросив дозволу у своєї тітки тимчасово перенести своє подвір'я до палацу.
6 березня 1945 року в палаці проходили переговори Міхая I та уповноваженого СРСР у Румунії Андрія Вишинського, який прибув до Бухаресту для врегулювання конфлікту між королем та урядом. Король відмовлявся підписувати закони та декрети та призначити главою румунського уряду Петру Грозу. У ході переговорів Вишинський дозволив собі кричати на короля і вдарив кулаком по столу, після чого вийшов із кабінету короля, грюкнувши з силою дверима, через що зі стелі впав шматок гіпсової штукатурки. Петру Гроза все ж таки був призначений прем'єр-міністром Румунії, проте король Міхай I продовжував ігнорувати укази парламенту та уряду, що надалі отримало назву «королівський страйк».
30 грудня 1947 року в замку король Міхай I підписав зречення від престолу..
Палац перебував у власності тітки Міхая, принцеси Єлизавети, до його націоналізації в 1948 році. У 1997 році палац перейшов у власність Румунської королівської сім'ї та перебуває у віданні управління майном Державного протоколу.
Сьогодні палац є єдиною офіційною резиденцією королівської сім'ї в Бухаресті та одним із місць зустрічі іноземних делегацій, місцем загальнонаціонального святкування дня народження короля Міхая I та проведення дня відкритих дверей для бажаючих вивчати історію та дізнатися про повсякденне життя королівської родини.

## Галерея

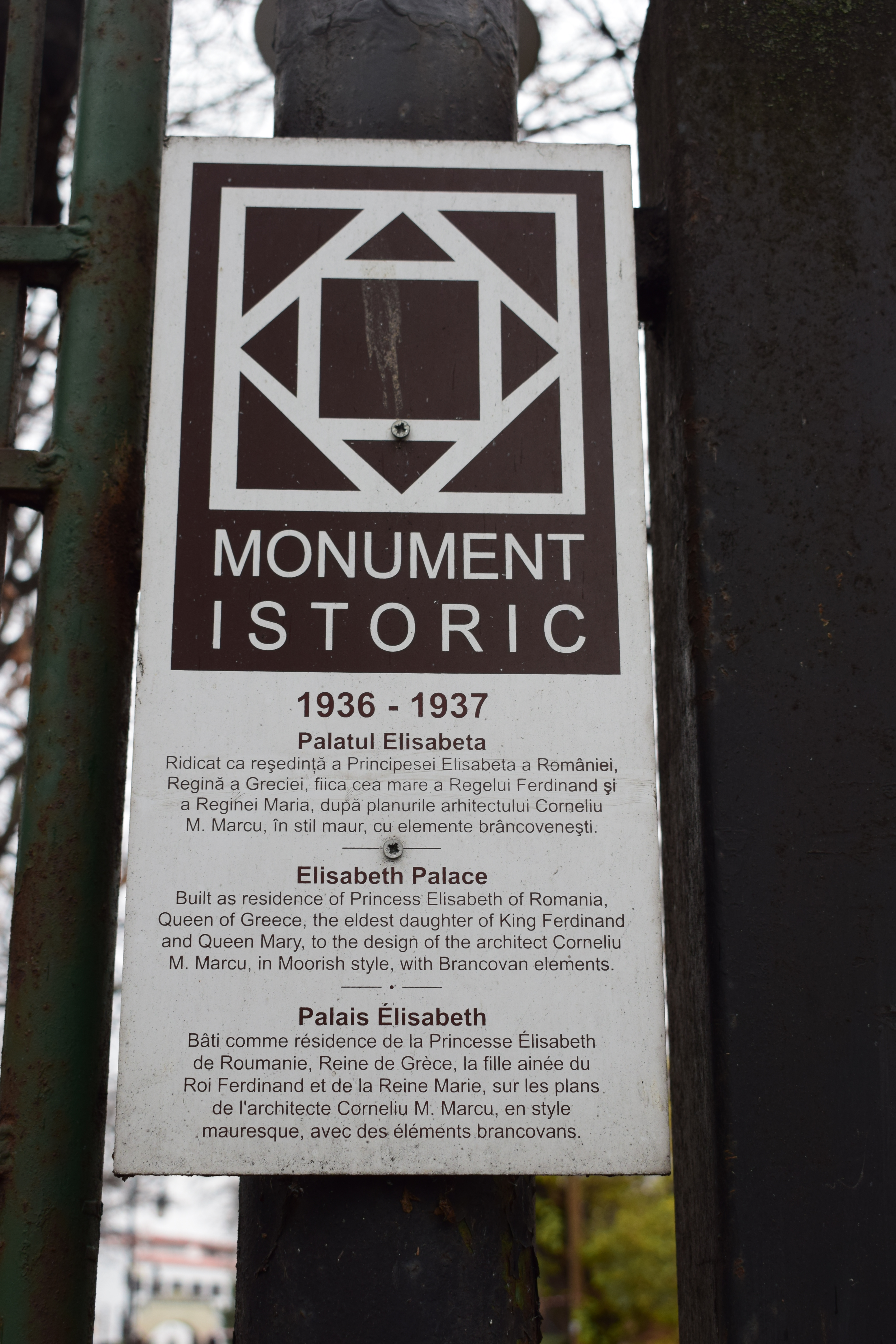
Тримовна табличка на головних воротах коротко розповідає про історію будівлі.
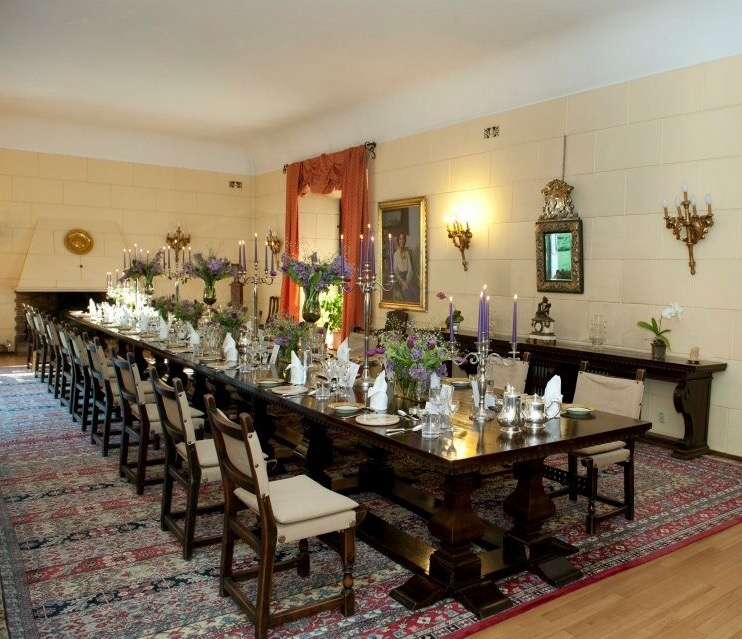
Їдальня
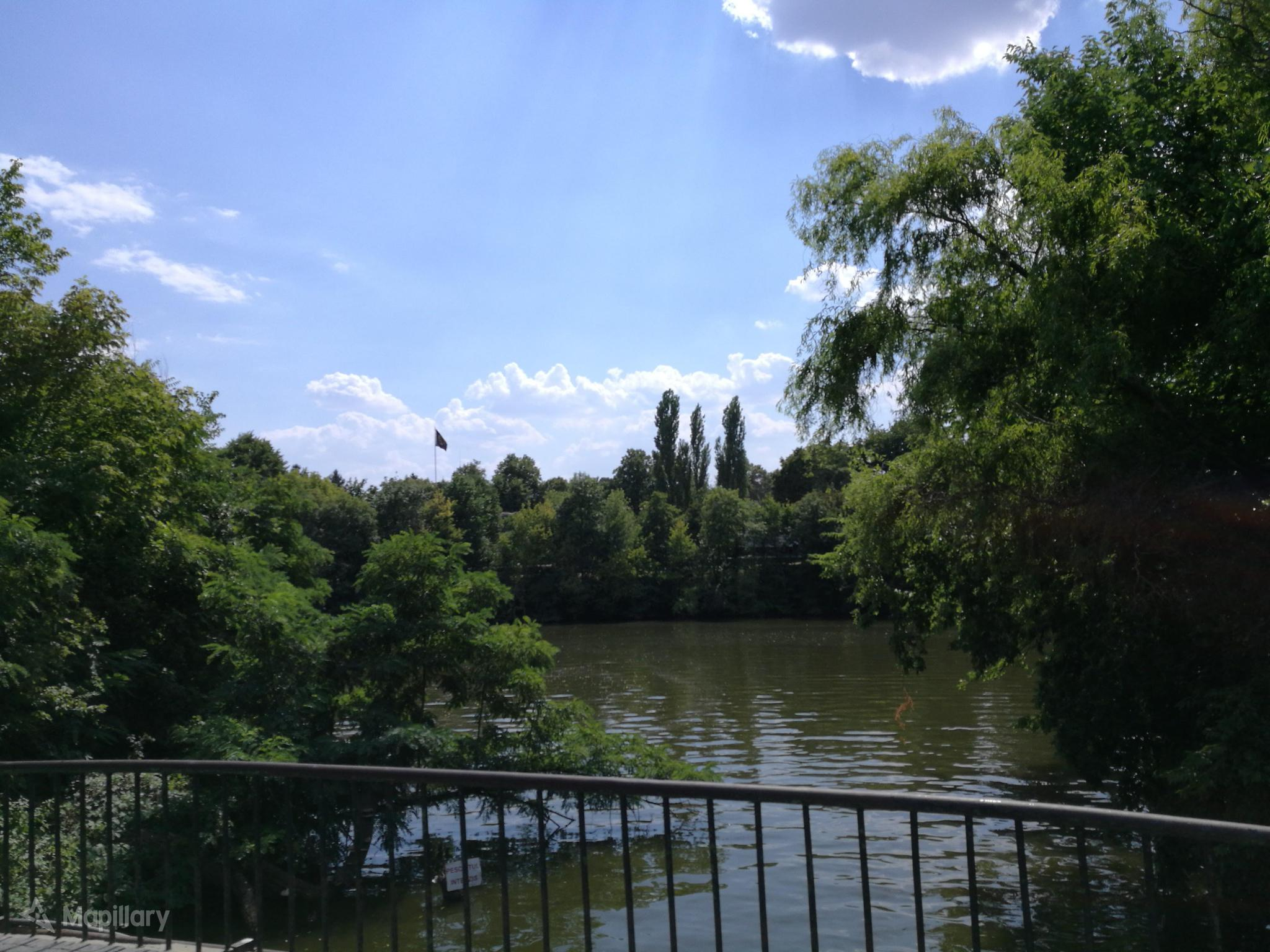
Особистий прапор корони кронпринцеси Маргарити Румунської майорить над палацом
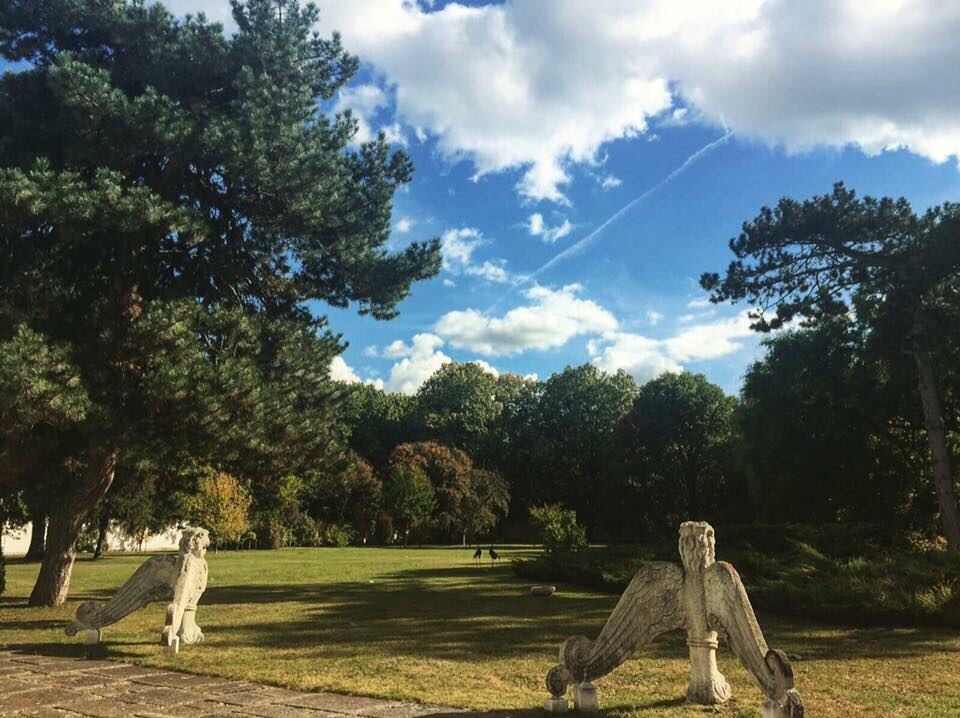
Сад у палаці